# Wilśk
Wilśk (ukr. Вільськ) – wieś na Ukrainie, w obwodzie żytomierskim, w rejonie żytomierskim, w hromadzie Olijiwka. W 2001 liczyła 707 mieszkańców, wśród których 694 jako ojczysty język wskazało ukraiński, 10 rosyjski, 1 mołdawski, a 2 białoruski.